# 止部
止部（しぶ）は、漢字を部首により分類したグループの一つ。
康熙字典214部首では77番目に置かれる（4画の17番目、辰集の6番目）。

## 概要
「止」字は「趾」の本字として足を意味する。引伸して留まること、足を止めることを意味する。足裏または足跡の形に象り、爪先が上を向いた形である。
偏旁の意符としては足や脚、また歩行など脚の動作に関わることを示す。なお「止」は足に関わる偏旁のなかで最も基本的な要素であり、部首である「足」「疋」「走」「辵」などでは下側の構成要素となっている。
また「步」は両足を上下に並べたものであり、「癶」は両足を左右に並べたものである。さらに「夂」「夊」は爪先が下を向いた形であり、「舛」は爪先を左右に向けて足を開いた形である。さらに「韋」は囲いの上に爪先を左に向けた足があり、下に爪先を右に向けた足がある形である。これらはどれも「止」の変形である。
止部はこのような意符を構成要素とする漢字および「止」の形を筆画に持つ漢字を収める。

## 部首の通称
- 日本：とめる、とめへん
- 韓国：그칠지부（geuchil ji bu、とまる止部）
- 英米：radical stop

## 部首字
止
- 広韻 - 諸市切、止韻
- 詩韻 - 紙韻、上声
- 三十六字母 - 章母
- 日本語 - 音：シ 訓：とまる、とめる、とどまる、やめる
- 中国語 - ピンイン：zhī 注音：ㄓ ウェード式：zhi 3
- 朝鮮語 - 訓音：그칠（geuchil、とまる） 지 (ji)

甲骨文
金文
大篆
小篆

## 例字
- 止
- 1:正・2:此・3步（歩4）・4:武・5:歪・9:歲（歳）・12:歷（歴10）・14:歸（帰→巾部7）